# Amritapuri
Amritapuri (Malayalam അമൃതപുരി Amṛtapuri) ist ein Dorf in Kerala in Indien etwa 120 km nördlich von Thiruvananthapuram und 120 km südlich von Kochi. Bekannt ist es durch den Ashram von Mata Amritanandamayi. Ursprünglich hieß das Dorf Parayakadavu, was so viel wie Paria-Ufer bedeutete. Die Mehrheit der Einheimischen gehört zur Kaste der Arayan.
In Amritapuri befindet sich die Ingenieur-Hochschule Amrita Vishwa Vidyapeetham.